# Kenneth Weltz
Kenneth Weltz (Copenhaguen, 21 de setembre de 1965) va ser un ciclista danès, que fou professional entre 1990 i 1992 en què va militar a l'equip ONCE. Els seus principals èxits esportius foren victòries d'etapa en competicions espanyoles.
El seu germà gran Johnny també fou ciclista professional.

## Palmarès
- 1990
  - Vencedor d'una etapa de la Volta a Andalusia
  - Vencedor d'una etapa de la Volta a Astúries
- 1992
  - 1r al Trofeu Palma de Mallorca de la Challenge de Mallorca
  - Vencedor d'una etapa de la Volta a La Rioja

### Resultats al Giro d'Itàlia
- 1991. 99è de la classificació general